# Planeta X

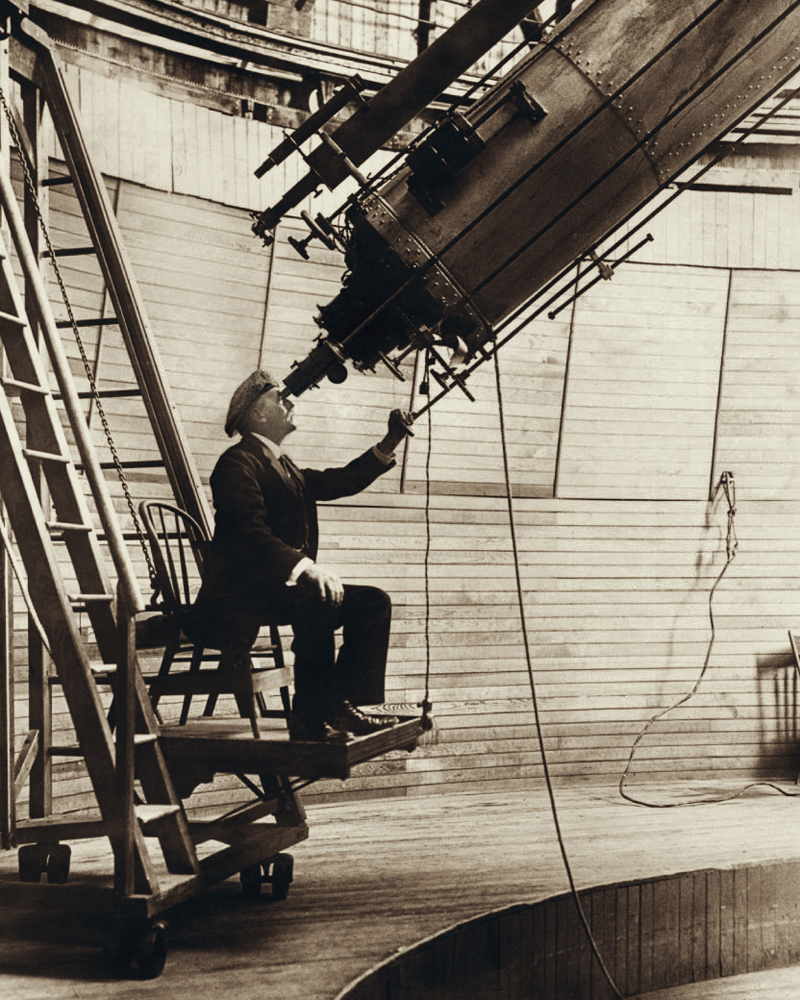
Percival Lowell creador del término "Planeta X" y la respectiva hipótesis. Antes que él, otros como Jacques Babinet también creyeron en la posibilidad de un planeta transneptuniano.

El investigador Percival Lowell denominó en 1906 Planeta X (en inglés; Planet X) a un hipotético planeta, cuya eventual existencia en los confines exteriores del sistema solar fue motivo de debate académico y búsqueda por medio de instrumentos astronómicos, entre fines del siglo XIX y las primeras décadas del siglo XX. Diversos astrónomos estimaron entonces que un cuerpo incógnito debía hallarse más allá de Neptuno, el planeta más lejano conocido a esa fecha. Se esperaban que su existencia explicara principalmente ciertas perturbaciones de las órbitas de los "gigantes de hielo", Urano y Neptuno, que no eran comprensibles considerando la influencia de los demás cuerpos ya identificados del sistema solar y las masas que se les atribuían a esos cuerpos celestes, según los datos disponibles en esa época. 
Plutón fue descubierto en 1930 por un seguidor de Lowell gracias a la búsqueda del Planeta X. Y aunque se acercaba solo relativamente a algunos parámetros predichos por Lowell para el Planeta X, no calzaba notoriamente, como después se calculó, con una de sus principales características esperadas: la masa. Plutón tenía mucho menos masa de lo previsto y no podía perturbar las órbitas de los "gigantes de hielo". Lowell había calculado que el Planeta X debía poseer una masa equivalente a 6,6 veces la de la Tierra, mientras que Plutón tenía menos masa que la Luna. Un golpe a los fundamentos de la hipótesis vino de nuevas mediciones de la sonda espacial Voyager 2, que corrigieron las estimaciones previas de la masa de Neptuno. Los nuevos números explicaban por sí solos las llamadas "perturbaciones" de las órbitas Urano y Neptuno, de manera que no se requiere al día de hoy de un Planeta X para justificar la mecánica celeste de ambos.
Posteriormente comenzaron a descubrirse en zonas exteriores del sistema solar otros cuerpos celestes, como Eris, Makemake o Haumea. Estos han sido catalogados en el 2006 junto con Plutón como planetas enanos y en la subcategoría de los plutinos. Considerando su ubicación han sido denominados también objetos transneptunianos, pero no coinciden con las características orbitales y de masa que alguna vez fueron predichas para el llamado "Planeta X". Sin embargo, en el contexto de estos últimos descubrimientos han surgido nuevas hipótesis emparentadas con la idea que llevó a la búsqueda del Planeta X y, antes, también al descubrimiento de Neptuno. La de inferir indirectamente la existencia de otro mundo en el sistema solar a partir del análisis de las órbitas de los cuerpos ya conocidos. Al respecto circulan teorías científicas como la hipótesis Némesis y la hipótesis de Tyche. El debate sobre la posibilidad de un cuerpo grande incógnito en el sistema solar fue alimentado por la inusual y alargada órbita del objeto transneptuniano Sedna, descubierto en el 2003 y más aún en 2016 con el estudio publicado por Mike Brown, uno de los componentes del equipo que descubrió Sedna y Eris en el que defienden la probable existencia de un planeta Gigante Helado de unas dimensiones de entre 2 y 4 veces el diámetro Terrestre al que han denominado Planeta Nueve.

## Nombre
La «X» de la denominación se refería a que el planeta permanecía desconocido o incógnito, no al número romano 10, ya que solo había ocho planetas conocidos en los tiempos de la búsqueda del Planeta X. En la cultura popular, el planeta X se convirtió en algo genérico para señalar un planeta imposible de encontrar en el sistema solar.

## Historia

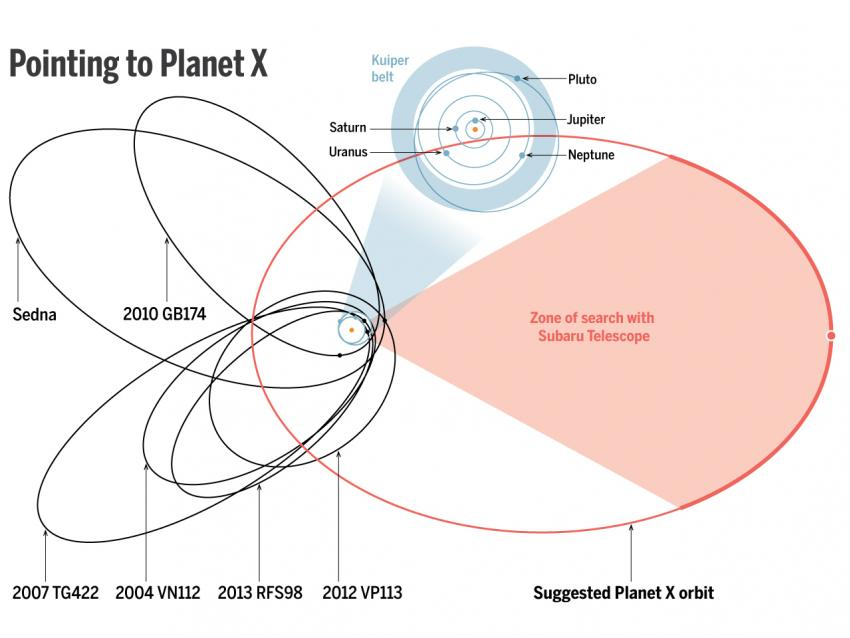
Diagrama de la posible órbita del Planeta X.

Por las irregularidades que presentaba la órbita de Neptuno tras ser descubierto (en 1846), los astrónomos se volcaron a la búsqueda de un noveno planeta en el sistema solar.

### La búsqueda de Lowell y Tombaugh
El astrónomo aficionado Percival Lowell (1855-1916) lo llamó planeta X cuando comenzó a buscarlo en 1905.
En 1930 ―14 años después de la muerte de Lowell―, el astrónomo Clyde Tombaugh (1906-1997) del Observatorio Lowell, en Arizona (Estados Unidos) creyó descubrir el astro que llevaba a Neptuno a semejantes irregularidades, y lo llamó Plutón.
Tombaugh había seguido los pasos de Lowell metódicamente. La técnica utilizada era tomar dos fotografías de la misma región del cielo en dos días diferentes. Cada una mostraba entre 50 000 y 400 000 estrellas. Si los puntos de luz eran solo estrellas, ambas imágenes serían idénticas. Si se proyectaban sobre una pantalla en rápida alternancia, ninguna estrella se movería. Pero si uno de esos puntos de luz era un planeta, se movería contra el fondo estrellado durante la alternancia de fotografías.
Y finalmente se movieron; eso fue notado por Tombaugh el 18 de febrero de 1930. Lo vio en la constelación de Géminis. De la pequeñez del objeto dedujo que tenía que moverse muy lento, y más allá de la órbita de Neptuno. El descubrimiento del objeto transneptuniano fue anunciado el 13 de marzo de 1930, septuagésimo quinto aniversario del nacimiento de Percival Lowell. El nombre elegido para el nuevo planeta fue Plutón, dios homónimo de la oscuridad infernal y de los muertos en la mitología romana. No obstante, cálculos posteriores demostraron que la masa de Plutón no era suficiente para explicar las variaciones en la órbita de Neptuno, por lo que la búsqueda no se consideró finalizada.

### Búsquedas posteriores
En 1999, el astrónomo británico John Murray anunció haber descubierto pruebas de la existencia de un nuevo planeta, mientras estudiaba unos cometas en los márgenes del sistema solar. Según Murray, el nuevo planeta giraría alrededor del Sol a una distancia mil veces más lejana que Plutón y sería varias veces mayor que Júpiter, completando su órbita alrededor del Sol en seis millones de años. Sin embargo, sus tesis no pudieron ser demostradas.
De manera paralela, ese mismo año fue propuesta por primera vez por el astrónomo John Matese de la Universidad de Luisiana en Lafayette la existencia de un hipotético planeta gaseoso situado en la nube de Oort en los límites exteriores del sistema solar, planeta al que se ha llamado Tyche. Matese y su compañero Daniel Whitmire sostienen que las pruebas de la existencia de Tyche se pueden ver en el supuesto de origen de los cometas de largo período. El objeto, pese a ello, no ha podido ser confirmado.
En 2008, un equipo japonés de la universidad de Kobe anunció que según sus cálculos, debía existir un planeta no descubierto de un tamaño de hasta dos tercios el de la Tierra, a una distancia de unas 100 UA (la unidad astronómica es la distancia media entre la Tierra y el Sol: unos 150 millones de kilómetros). Estos cálculos refuerzan la hipótesis de la existencia de un planeta X, pero nada hace pensar que su órbita pueda ser distinta a la del resto de objetos del cinturón de Kuiper.
En enero de 2016 un grupo del Instituto de Tecnología de California, liderado por los astrónomos Konstantin Batygin y Mike Brown, hallaron fuertes evidencias de la existencia de un noveno planeta, del tamaño de Neptuno, situado en el borde exterior del sistema solar y al que se ha llamado provisionalmente Planeta Nueve. Este planeta estaría alejado unas 200 unidades astronómicas de Neptuno, cuyo tamaño igualaría al de este, y su órbita completa superaría los 15 000 años. Batygin y Brown postulan que la peculiar órbita de una agrupación de seis conocidos objetos transneptunianos tiene una ínfima posibilidad (del 0,007 %) de ser una coincidencia, y un objeto de un tamaño 10 veces superior a la Tierra explicaría este hecho.

## El planeta X en la cultura popular
Fuera del ámbito científico, también han circulado ideas, planteadas por escritores o investigadores aficionados, sin evidencia instrumental o teórica como base, o incluso fundando sus afirmaciones en supuestas revelaciones paranormales de carácter apocalíptico, sobre la existencia de lejanos planetas gigantes en el sistema solar (Nibiru y Hercóbulus). En el caso de Hercóbulus incluso se predijeron fechas de supuestos cataclismos por efecto de este ficticio planeta sobre la Tierra, en predicciones que no se cumplieron ni en el año 1999 ni el 2012.
- En el cortometraje de dibujos animados Duck Dodgers in the 24½th Century (Duck Dodgers en el siglo 24,5) de la serie Looney Tunes, Duck Dodgers (el Pato Lucas) y Marvin el Marciano se hallan en un sistema solar con los planetas nombrados por letras (Planeta A, Planeta B, etc.). Duck Dodgers reclama el misterioso planeta X para la Tierra, y Marvin para Marte.
- El planeta X también dio nombre a la banda de rock progresivo Planet X, formada por Derek Sherinian, Virgil Donati y Tony MacAlpine.
- En el videojuego Balatro, hay una carta llamada Planeta X como carta oculta que sirve para potenciar la mano de póker imposible constituida por 5 cartas de la misma categoría.